# Utricularia capillacea
Utricularia capillacea är en tätörtsväxtart som beskrevs av Carl Ludwig von Willdenow. Utricularia capillacea ingår i släktet bläddror, och familjen tätörtsväxter. Inga underarter finns listade i Catalogue of Life.